# Gare de Ria
Gare de Ria vasútállomás Franciaországban, Ria-Sirach településen.

## Vasútvonalak
Az állomást az alábbi vasútvonalak érintik:
- Perpignan-Villefranche - Vernet-les-Bains-vasútvonal

## Kapcsolódó állomások
A vasútállomáshoz az alábbi állomások vannak a legközelebb:
- Gare de Prades - Molitg-les-Bains
- Gare de Villefranche - Vernet-les-Bains